# Hallberg-Rassy
Hallberg-Rassy (abgekürzt HR, vollständiger Name Hallberg-Rassy Varvs AB) ist eine Bootswerft für hochseetaugliche Segelyachten in Ellös, Schweden. Das als Aktiebolag (AB) registrierte Unternehmen ist weltbekannt für den Bau hochwertiger Einrumpf-Kielboote für Fahrtensegler.

## Geschichte

### Vorgeschichte
Das Unternehmen geht zurück auf zwei konkurrierende Werften des Schweden Harry Hallberg und des am Starnberger See aufgewachsenen Deutschen Christoph Rassy. Hallberg begann 1928 Holzboote zu konstruieren. 1943 begann er mit dem Aufbau einer eigenen Werft in Kungsviken, das sich auf der westlich des schwedischen Festlands gelegenen Insel Orust befindet. Nach einigen improvisierten Einzelanfertigungen waren die ersten in Serie gebauten Segelboote das Folkeboot (schwedisch Folkbåt) und der „Königskreuzer“ (schwedisch Kungskryssaren). 1963 folgte Hallberg als einer der ersten Yachtbauer dem Trend zu Bootsrümpfen aus Holz mit einer äußeren Schale aus glasfaserverstärktem Kunststoff. Diese Technik wurde erstmals bei der von Hallberg selbst gezeichneten P-28 eingesetzt, die vor allem in Schweden und Nordamerika 550 mal verkauft wurde.
Mitte der 1960er Jahre erreichte Hallbergs Firma eine solche Größe, dass die Werft in Kungsviken nicht mehr ausreichte und ein Umzug in das südlichere, ebenfalls auf Orust gelegene Ellös stattfand. Das alte Werftgebäude wurde von Christoph Rassy aufgekauft. Rassy hatte den Bootsbau in einer am Bodensee gelegenen Werft erlernt. Bald orientierte Rassy sich nach Schweden um und fand dort bei einer Werft in Nötesund, ebenfalls auf Orust gelegen, Arbeit. Dort arbeitete er nicht nur für die Werft, sondern benutzte die Abende um selbst ein Holzboot zu bauen. Mit diesem Boot gewann er später Regattasilber und gab anschließend das Boot gewinnbringend weiter. In dieser Zeit erwarb Rassy das Werftgebäude in Kungsviken. Dort beschäftigte er sich zunächst mit der Anfertigung von Einzelstücken aus Vollholz. Das erste, 35 Fuß lange Serienboot nannte er Rasmus 35. Es wurde 1966 vom weltweit bekannten Schiffskonstrukteur Olle Enderlein gezeichnet. Die ersten zwei Yachten besaßen einen Rumpf aus Mahagoni, ab 1969 wurde glasfaserverstärkter Kunststoff verwendet. Merkmal der Rasmus 35 war das durch eine Windschutzscheibe geschützte Mittelcockpit, eine starke Maschine und eine Achterkajüte. Diese Merkmale sind bis heute bei vielen Hallberg-Rassy-Yachten vorzufinden. Von der Rasmus 35 gab es auch einen deutschen Lizenzbau mit dem Namen NAB 35.

### Hallberg-Rassy
1972 übernahm Christoph Rassy die Ellöser Werft, sowohl das Gebäude als auch das Unternehmen, von Harry Hallberg. Die mittlerweile den Namen Harry Hallbergs Werftindustrie tragende Werft wurde daraufhin in Hallberg-Rassy, kurz HR, umbenannt, da die Marke Hallberg bereits am Weltmarkt etabliert war. 1973 kam das erste Modell der neuen Firma, Monsun 31, heraus, das sich bis 1983 904 mal verkaufen ließ. 1974 folgte die Vorstellung der HR 41, die als erste Yacht ihrer Art unter Deck einen aufrechten Gang auf der gesamten Länge des Boots erlaubte. 1975 wurde die Werftfläche verdoppelt. Die 1976 vorgestellte HR 38 trug als erste das blaue Band an der Rumpfseite, das bis heute Erkennungszeichen für Hallberg-Rassy-Yachten ist. 802 Exemplare wurden von der 1977 vorgestellten HR 352 verkauft. Die 1982 eingeführte HR 49 war lange Zeit das Flaggschiff des Angebots. Magnus Rassy, der Sohn von Christoph Rassy, konstruierte mit 16 Jahren die mit viel Regattasilber ausgezeichnete Rassker, deren Negativheck mit Badeplattform und außenliegender Kiel bereits einen Blick in die Zukunft der Hallberg-Rassy-Yachten ermöglichte.

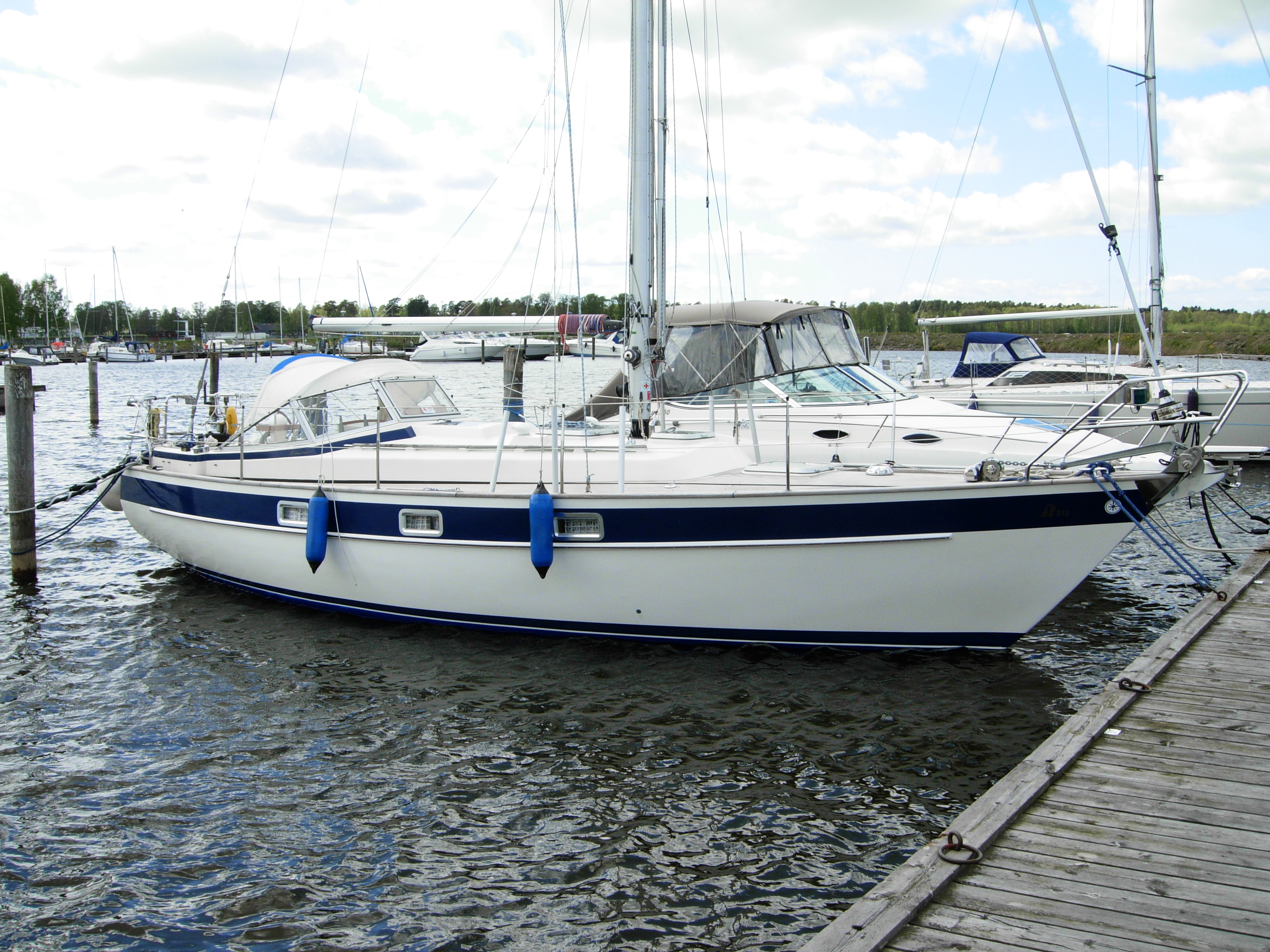
Das Modell 312 mit dem typischen blauen Streifen am Rumpf

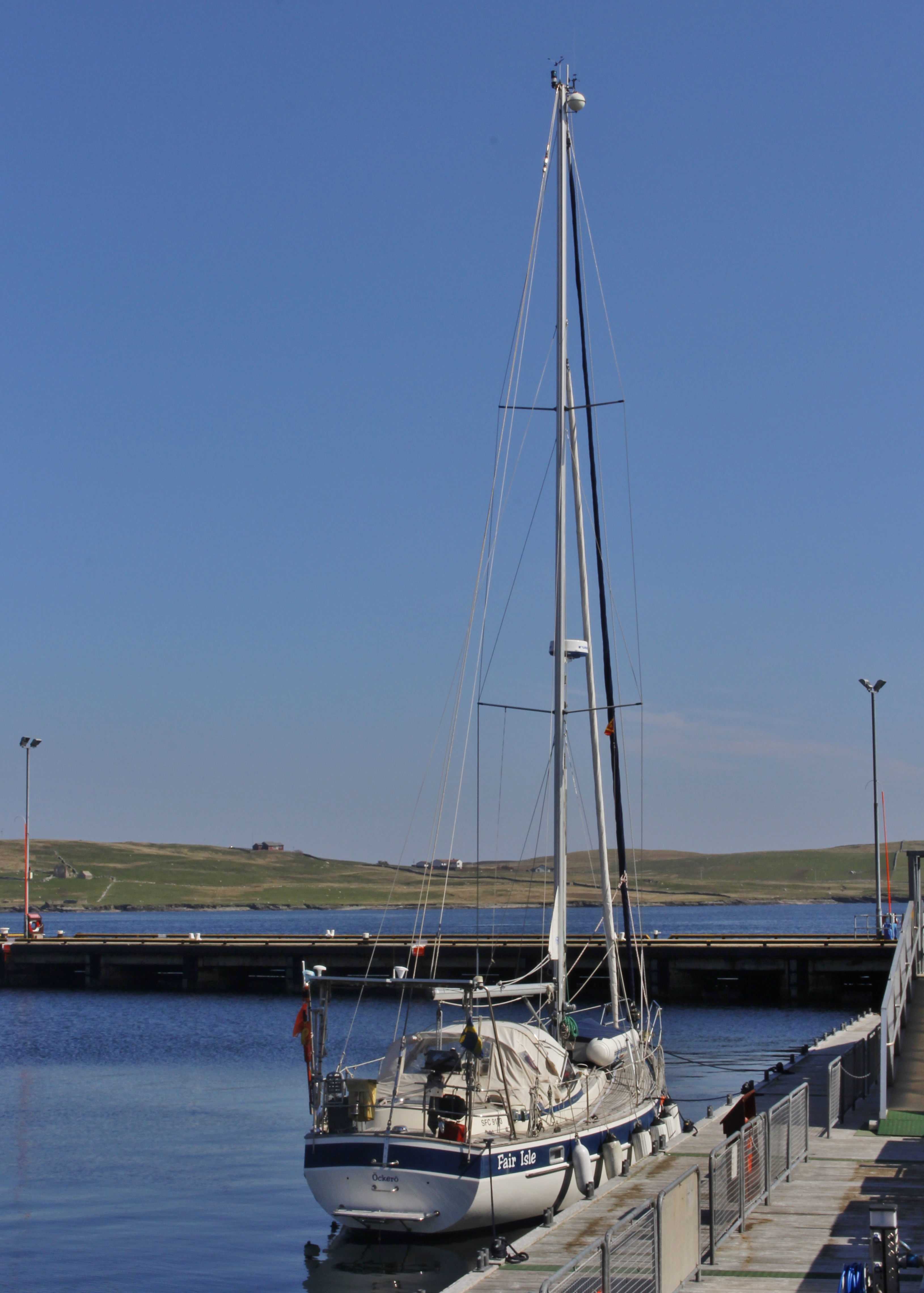
Hallberg-Rassy 382 MK I

Die 1987 angeschaffte computergesteuerte Fräsmaschine ermöglichte vorher undenkbare Genauigkeit bei der Bootskonstruktion. Im selben Jahr übernahm Hallberg-Rassy zudem Marinplast AB, die sich auf das Laminieren von Bootsschalen spezialisiert hatten. Dadurch wurde der Bau einer Yacht in nur einem Unternehmen möglich. Seit 1988 existiert eine erfolgreiche Zusammenarbeit mit dem argentinischen Yachtdesigner German Frers, der den Yachten der Werft eine sportlichere Note gab, ohne dass sie den Charakter als reine Fahrtenschiffe verloren.
Insgesamt wurden bisher über 8.900 Schiffe von Hallberg-Rassy gebaut. Auf nahezu jeder Amateur-Seeregatta sind HR-Yachten vertreten. Rollo Gebhard und Angelika Zilcher machten von 1983 bis 1991 auf der Solveig IV, einer Hallberg-Rassy 42 (Länge 12,9 m), eine ausgedehnte Weltumsegelung (120.000 km), inklusive einer sechsmonatigen Nonstopfahrt von Australien nach Emden.
Hallberg-Rassy ist besonders für seine Schiffe zwischen 31 und 64 Fuß Länge bekannt. Das Unternehmen unterhält Repräsentanzen in ganz Europa, in den USA, in Japan und Australien. Das Unternehmen wird seit 2003 in zweiter Generation von Magnus Rassy geführt. Es ist zu 100 % in Familienbesitz (Rassy). Die Produktionsmenge beträgt ungefähr 155 Einheiten pro Jahr. 2008 tauchten einige Segelyachten von Hallberg-Rassy kurz in der James-Bond-Verfilmung Ein Quantum Trost auf.

## Zitate
„Die schwedische Werft Hallberg-Rassy hat einen Weltruf, wenn es um Blauwassersegeln geht. Neben den guten Eigenschaften unter Segel und Maschine, gründet sich der Ruf vor allem auf deren solider Bauweise und dem hohen Standard der Ausrüstung.“

„Hallberg-Rassy-Yachten sind generell eher für längere Törns ausgelegt. Weltumsegelungen, Atlantiküberquerungen, Lebensabend auf der Yacht: Hierfür sind die hochwertigen aber auch hochpreisigen HR-Boote gemacht. In kleiner Stückzahl und mit großer Sorgfalt gefertigt haben die HR-Yachten einen so guten Werterhalt wie wenige andere Werften.“

## Produkte

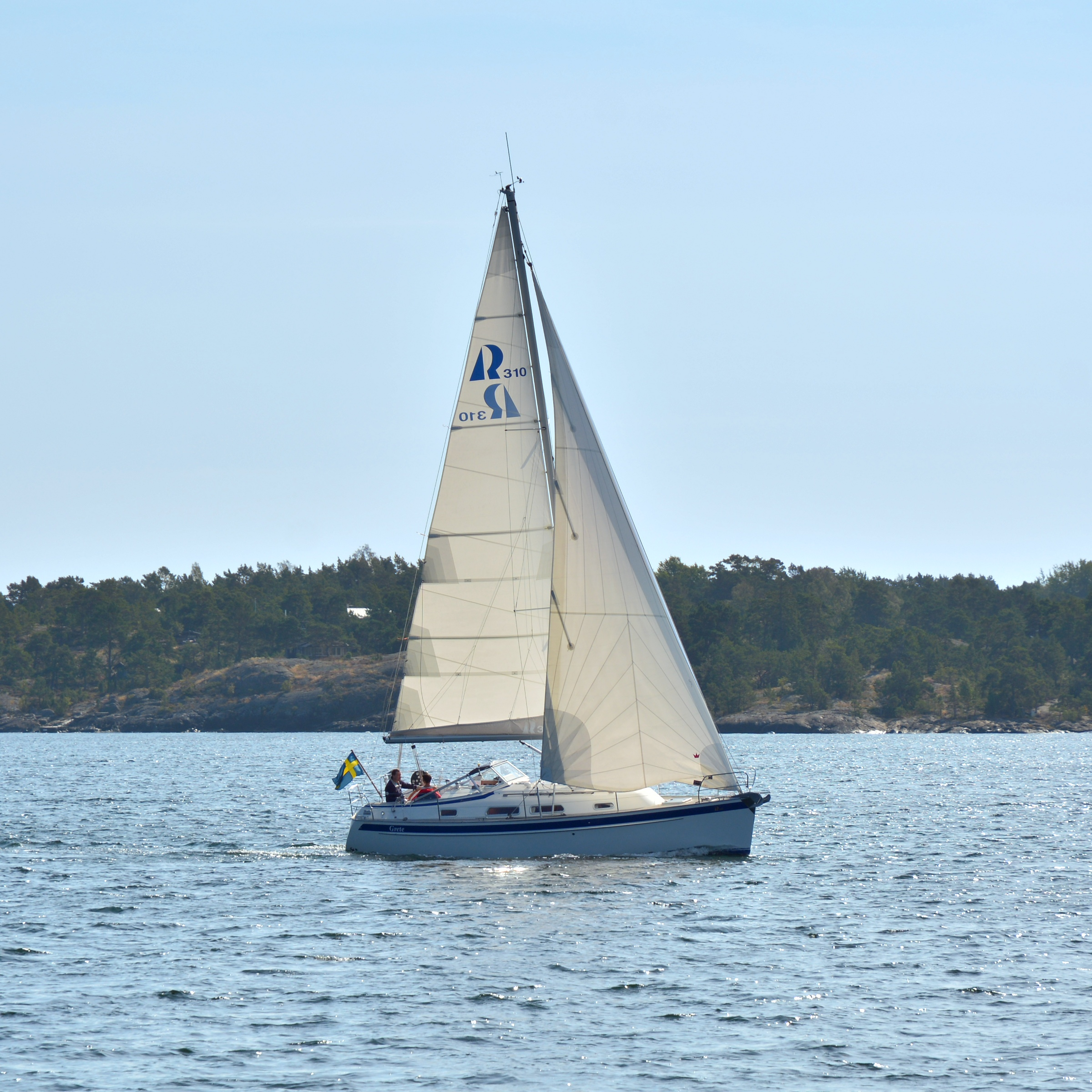
Hallberg-Rassy 310

Aktuell werden folgende Boote angeboten:
- Hallberg-Rassy 340
- Hallberg-Rassy 400 (MK II)
- Hallberg-Rassy 400C
- Hallberg-Rassy 44
- Hallberg-Rassy 50
- Hallberg-Rassy 57
- Hallberg-Rassy 69

Nicht mehr gebaute Boote sind:
- Hallberg-Rassy Misil („Misil I“)
- Hallberg-Rassy 24 („Misil II“)
- Hallberg-Rassy 26 („Scandinavia“)
- Hallberg-Rassy 28
- Hallberg-Rassy P-28
- Hallberg-Rassy 29
- Monsun 31
- Hallberg-Rassy 312 (MK I, MK II)
- Hallberg-Rassy 31 (Mk I, Mk II)
- Hallberg-Rassy 94 („Kutter“)
- Mistress 32
- Mistral 33
- Hallberg-Rassy 34
- Hallberg-Rassy 342
- Hallberg-Rassy 35 Rasmus
- Hallberg-Rassy 352
- Hallberg-Rassy 36
- Hallberg-Rassy 37
- Hallberg-Rassy 38
- Hallberg-Rassy 382
- Hallberg-Rassy 39
- Hallberg-Rassy 40 (MK I)
- Hallberg-Rassy 41

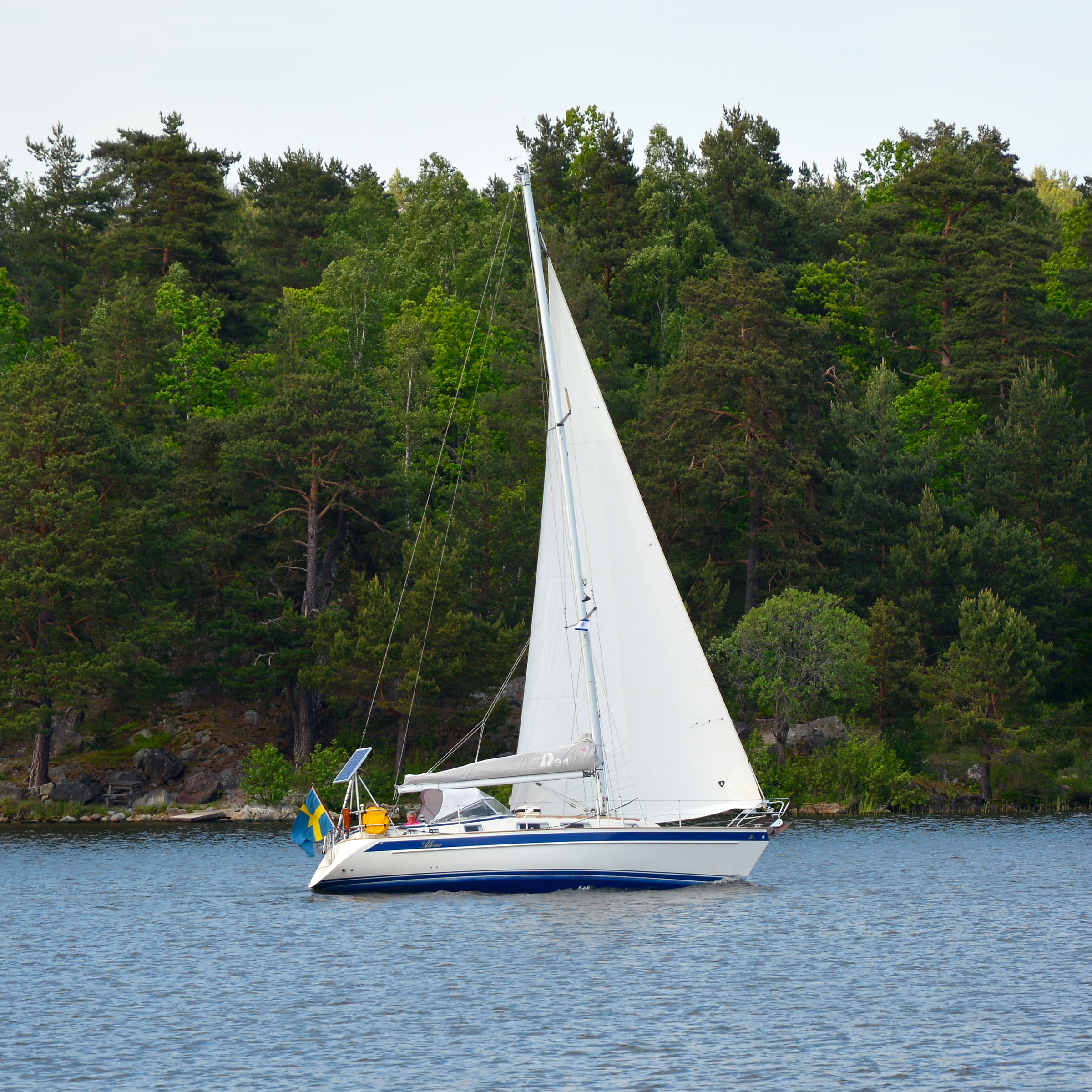
Hallberg-Rassy 34

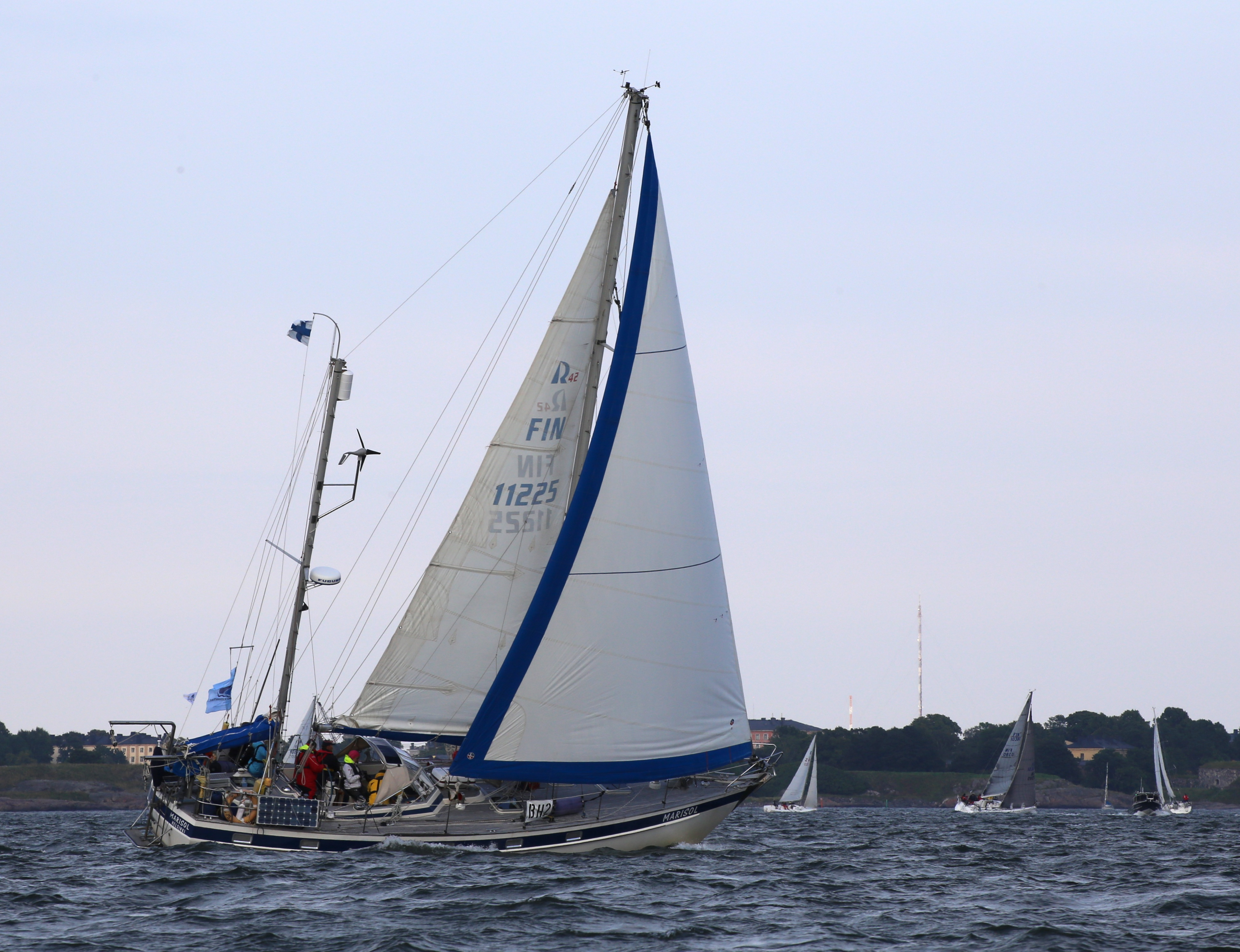
Hallberg-Rassy 42 „E“

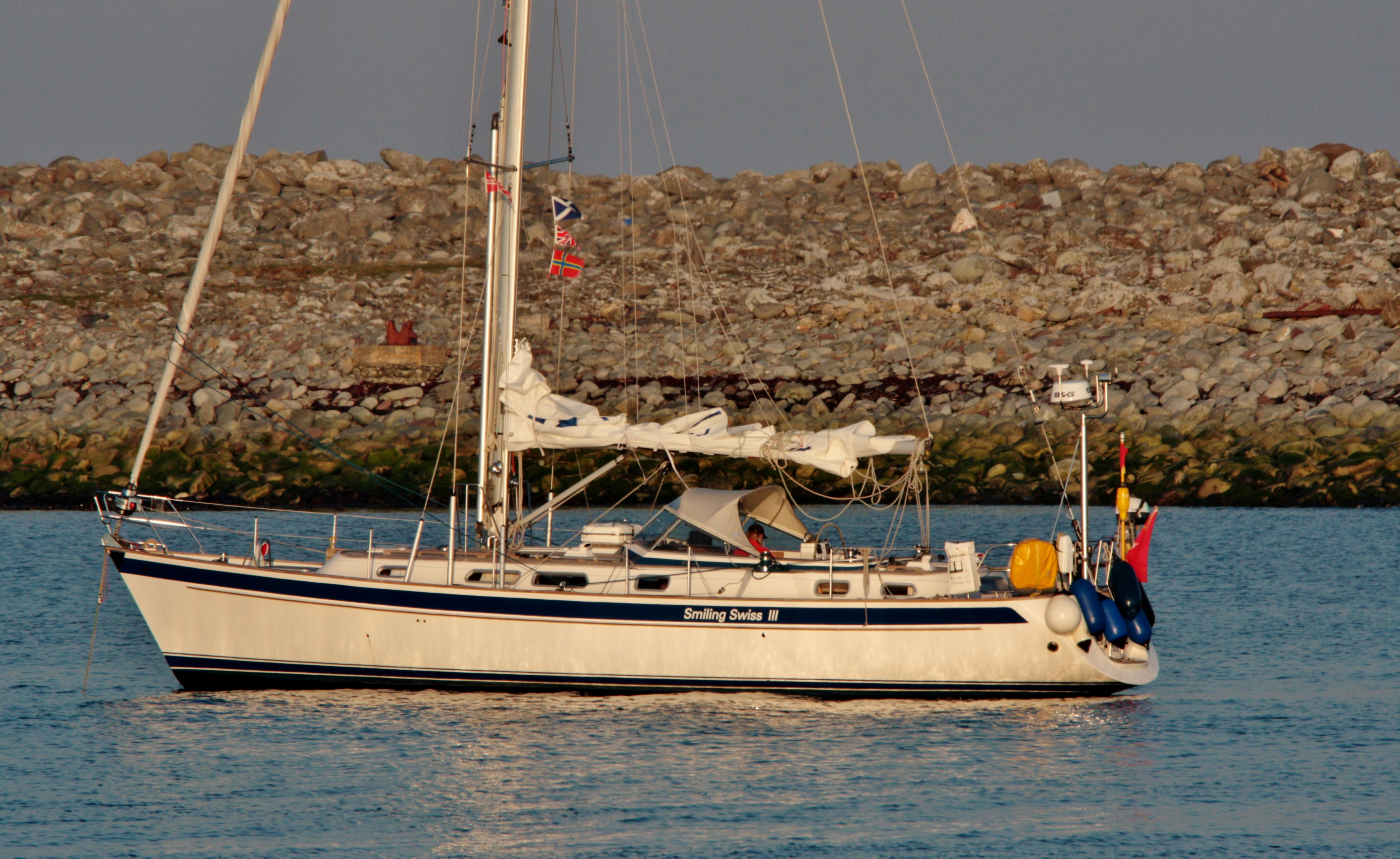
Hallberg-Rassy 43 MK I

- Hallberg-Rassy 42 (1980 entworfen von Olle Enderlein als Ketsch („42 E“), ab 1991 mit neuem Riss und als Slup von German Frers („42 F“ MK I, MK II))
- Hallberg-Rassy 43 (Mk I, Mk II)
- Hallberg-Rassy 45
- Hallberg-Rassy 46
- Hallberg-Rassy 48 (MK I)
- Hallberg-Rassy 49
- Hallberg-Rassy 53
- Hallberg-Rassy 54
- Hallberg-Rassy 62

## Regatten
Hallberg-Rassy ist Ausrichter der jährlich stattfindenden Hallberg-Rassy-Regatten in Deutschland, Großbritannien, den Niederlanden, in den USA (West- und Ostküste) sowie seit 2004 am Mittelmeer Punta Ala (Toskana).